# Субъект (психология)
Субъе́кт (лат. subjectum — подлежащее, лежащее внизу, находящееся в основе, от лат. sub — под и лат. jacio — бросаю, кладу основание) в психологии — активное самосознающее начало душевной жизни, которое противопоставляет себя внешнему миру и своим собственным инструментам, в том числе их состояниям, рассматривая их как объект.
Природа субъекта открывается из рассмотрения общего характера душевной жизни как жизни сознания и отражения истории развития посредством памяти. Жизнь сознания, взятая в целом, имеет три специфических особенности.
- Наше ясное сознание узко: в один момент времени мы можем созерцать только один предмет. Это не значит, что предмет созерцания должен быть прост или что впечатления не могут доходить до сознания иначе, как только по одному за раз. Такое мнение некогда существовало в психологии, но потом было оставлено. Экспериментально-психологические исследования нового времени показали, что мы можем сразу сознавать несколько впечатлений: для этого нужно только, чтобы различные впечатления были объединены в каком-либо отношении и представляли собой один предмет созерцания. Наши созерцания исходят из единого начала, которое, как единое, в один момент времени может иметь дело только с одним предметом. Но что это за начало? Нужно ли считать его простым явлением, которое сменяется с каждым новым предметом созерцания? Или нужно видеть в нём реальную основу всей душевной жизни? Ответом на этот вопрос служит другая особенность нашего сознания.
- Жизнь нашего сознания течёт без скачков и перерывов. В ней нет ни одного явления, которое возникало бы ex abrupto или стояло бы особняком. Новые явления развиваются на почве памяти о предшествующих и как бы подводят им итог; новые впечатления сознаются всегда в связи с наличным предметом созерцания и им определяются. Поэтому созерцаемые нами в предметах качества и количества всегда бывают относительны, а самые предметы созерцания, последовательно проходящие перед нами, образуют собой одно непрерывное целое, как бы один объект. Этот объект, однажды поставленный нами в созерцании, не снимается никогда: он принимает только различные формы, постепенно делаясь из неопределённого и простого все более раздельным и сложным. Созерцание его не прекращается, нужно думать, и во время сна: оно переходит лишь из ясного в тёмное. Этим объясняется, почему пробуждение служит не началом новой жизни сознания, а естественным продолжением прежней. Но если все предметы созерцания, с которыми мы имеем дело в течение своей жизни, образуют собой одно непрерывное целое, то и все акты созерцания от начала до конца нашей жизни служат проявлением единого начала, лежащего в основе всей душевной жизни.
- Последнюю особенность сознания составляет его произвольность. Чем больше человек развивается, тем сложнее делаются предметы его созерцания, тем больше подробностей он может сразу обнять своим сознанием. Но вследствие узости сознания количество одновременно созерцаемых подробностей обратно пропорционально степени ясности их сознания. Вследствие этого параллельно с развитием человека должно было бы происходить, по-видимому, постепенное потемнение сознания. В действительности, однако, этого не бывает. Чтобы лучше рассмотреть какой-либо предмет, человек по произволу суживает сферу своего созерцания. Такое суживание известно под названием внимания. Не всякое внимание сопровождается сознательным усилием воли. На этом основании принято говорить о непроизвольном внимании в отличие от произвольного. Если, однако, присмотреться к условиям так называемого непроизвольного внимания, то его произвольный характер сделается ясным. Непроизвольное внимание привлекается предметами, которые: а) отвечают преобладающим в нас интересам, б) имеют связь с волнующими нас чувствованиями или в) легче всего могут быть усвоены. Последнее бывает, когда предметы, подлежащие усвоению, уже знакомы или когда их действие сильно или продолжительно. Все эти условия однородны: интересы и чувствования указывают на запросы воли; к естественным потребностям воли относится и лёгкость изучения. Воля и её запросы составляют, следовательно, последнюю основу не только произвольного, но и непроизвольного внимания. Но от внимания зависит направление нашей сознательной жизни. Следовательно, наша сознательная жизнь определяется в своём течении не внешними факторами, которые её возбуждают, а нашими внутренними потребностями, запросами и целями. И значит, реальная основа или субъект душевной жизни есть начало самопроизвольное, развивающее деятельность для удовлетворения своих потребностей.